# Tesia
Tesia es un género de aves paseriformes perteneciente a la familia Cettiidae. Sus miembros son propios del sureste de Asia y la Wallacea.

## Especies
El género contiene las siguientes especies:
- Tesia cyaniventer - tesia cejiamarilla;
- Tesia olivea - tesia pizarrosa;
- Tesia everetti - tesia de Everett;
- Tesia superciliaris - tesia de Java.

Anteriormente se clasificaba en este género a la tesia cabecicastaña.